# Agrostis speeiana
Agrostis speeiana é uma espécie de gramínea do gênero Agrostis, pertencente à família Poaceae.